# Kraftwerk Trattendorf
Das Großkraftwerk Trattendorf ist ein ehemaliges Kohlekraftwerk in Spremberg, Ortsteil Trattendorf. Befeuert wurde es mit Braunkohle aus dem Lausitzer Braunkohlerevier.

## Geschichte
Am Standort Trattendorf existierten nacheinander zwei Kraftwerke, die geschichtlich gesehen als zwei selbstständige Kraftwerke behandelt werden müssen. Das erste, das Großkraftwerk Trattendorf wurde nach 1945 als Reparationsleistung durch die Sowjetische Besatzungsmacht demontiert und zurückgebaut. Das zweite, das Jugendkraftwerk Artur Becker Trattendorf wurde an derselben Stelle völlig neu errichtet und bis 1996 betrieben.

## Großkraftwerk Trattendorf (1917–1945)
Im Jahr 1915 wurde unweit des Dorfes Trattendorf bei Spremberg mit dem Bau eines Großkraftwerkes unter dem Namen Niederlausitzer Kraftwerke AG begonnen. Das Großkraftwerk wurde ab 1915 unter Mitarbeit vieler Kriegsgefangener aus dem Ersten Weltkrieg errichtet.
Beim Bau des Großkraftwerkes Trattendorf entschied man sich bewusst dafür, es nicht wie bisher üblich in direkter Nachbarschaft zur vorhandenen Kohlegrube als Lieferant des Brennstoffes zu bauen, sondern in diesem Fall die in 4 km Entfernung befindliche natürliche Wasserressource der Spree als Kühlwasser für die Kondensatoren als Standortvorteil zu nutzen. Dadurch konnte man in den ersten Ausbaustufen auf die sonst notwendige bauliche Maßnahme der Kühltürme vorerst verzichten.
Unmittelbar mit der Errichtung des Kraftwerkes wurde in nur 200 Meter Entfernung mit dem Bau des Lonza Werkes, dem ersten geplanten Großabnehmer des Kraftwerkes, begonnen.
Die Versorgung mit Brennstoff erfolgte aus der Kohlengrube Brigitta mittels Grubenbahn in offenen Wagen. Die Rohbraunkohle wurde auf einer großen Freifläche südlich des Kraftwerkes auf Halde geschüttet. Das Fassungsvermögen dieser Halde betrug etwa 35.000 Tonnen Rohbraunkohle, was dem damaligen Bedarf von zehn Tagen entsprach. Anfallende Nassasche wurde dem Prinzip des geschlossenen Kreislauf folgend mit den Kohlewaggons zurück in die Grube gebracht und dort verfüllt.
Mit steigender Anzahl von Maschinensätzen und Kesseln wurde es nicht nur logistisch immer schwieriger, den Ascheabtransport über diesen Weg zu realisieren, sondern auch die Versorgung mit Kühlwasser nach dem Prinzip der Durchlaufkühlung ließ sich so nicht weiter aufrechterhalten. Die Schwierigkeit der Ascheentsorgung wurde durch eine Spülleitung, mit der ein Asche-Wasser-Gemisch transportiert werden konnte, welches dann auf eine Freifläche östlich des Kraftwerkes verbracht wurde, gelöst. Das Problem der Kühlung konnte nur durch die Errichtung von Kühltürmen an der nördlichen Seite des Kraftwerkes beseitigt werden. Auch hier wurde wiederum Neuland beschritten, denn bis auf die Einbauten bestanden diese nicht wie bisher üblich aus einem holzverkleideten Stahlgerüst, sondern waren massiv in Stahlbeton ausgeführt. Sie gelten noch heute als Symbol für neue und wagemutige Anwendertechnologien im Stahlbetonbau der 1920er und 30er Jahre. Es wurden insgesamt drei Kühltürme, jeweils der Ausbaustufe des Kraftwerkes folgend, errichtet. Die Inbetriebnahme der Kühlturme erfolgte in den Jahren 1926, 1927 und 1937.
Der Bau des Kraftwerkes dauerte mehrere Jahre. Zunächst wurden zwei Kesselhäuser A und B (mit 12 beziehungsweise 14 Dampfkesseln, 2 beziehungsweise 3 Schornsteine) gebaut. 1917 konnte mit den Maschinen 1 und 2, die zusammen 10 MW elektrische Leistung lieferten, die Stromversorgung aus Trattendorf aufgenommen werden. 1922 war der Endausbau des Kesselhauses A mit 12 Dampfkesseln abgeschlossen. Die installierte Leistung erhöhte sich auf 50 MW. 1923 waren die Arbeiten am Kesselhaus B mit 14 Dampfkesseln beendet. Im Jahr 1925 konnte mit der Inbetriebnahme der Maschine 7 der erste geplante Bauabschnitt abgeschlossen werden.
1928 wurde das Kraftwerk Trattendorf mit der Inbetriebnahme der Maschine 8 und der damit verbundenen Erhöhung der installierten Leistung auf mehr als 100 MW zum Großkraftwerk. Ebenfalls 1928 wurde das Kesselhaus C in Betrieb genommen, das nach seiner Fertigstellung ebenfalls über 12 Dampfkessel verfügt. 1929 erfolgte die Inbetriebnahme der Maschine 9.
Da Trattendorf seit 1921 über eine angeschlossene 110-kV-Leitung Strom bis in die Reichshauptstadt Berlin lieferte und ab 1926 der Netzverbund nach Schlesien hergestellt war, wurden Maschinen, die sich als nicht mehr wirtschaftlich erwiesen, ersetzt. So wurden 1934 die Maschinen 1 bis 3 demontiert und durch die Maschine 10 mit 37,5 MW ersetzt. 1937 wurden im Kesselhaus C die Dampfkessel 7 bis 9, die bereits über eine wirtschaftliche Mühlenfeuerung verfügten, in Betrieb genommen.
Im Jahr 1939 arbeiteten 620 Mitarbeiter im Großkraftwerk Trattendorf. In der endgültigen Ausbaustufe, die im Jahr 1941 erreicht wurde, betrug die elektrische Gesamtleistung 160,5 MW. Eigentümer war seit 1919 durch Übertrag der Aktien der Niederlausitzer Kraftwerke AG die Elektrowerke AG (EWAG) Berlin.
Das Großkraftwerk verfügte in seiner letzten Ausbaustufe über 3 Kesselhäuser mit 9 Schornsteinen, in denen es 28 Kessel gab, wovon drei mit moderner Mühlenfeuerung und 25 mit Rostfeuerung betrieben wurden. Diese 28 Kessel versorgten wiederum 7 Turbinensätze mit dem benötigten Heißdampf.
Das Großkraftwerk Trattendorf lieferte bis zum 19. April 1945 ununterbrochen Strom. An diesem Tag wurde das Großkraftwerk auf Weisung des damaligen Betriebsdirektors Leopold abgefahren, da sich Streitkräfte der 1. Ukrainischen Front kurz vor der zur Festung erklärten Stadt Spremberg befanden. Die nachfolgenden Kriegshandlungen überstand das Großkraftwerk unbeschadet. Eine Wiederinbetriebnahme schien nur eine Frage der Zeit zu sein. Zu dieser Wiederinbetriebnahme kam es aber trotz des Befehls Nummer 5 des Chefs der Garnison der Stadt Berlin Generaloberst Nikolai Erastowitsch Bersarin vom 13. Mai 1945 nicht. In diesem Befehl hieß es:
„Zur Verbesserung der Lebensbedingungen der Bevölkerung und zur Herstellung einer normalen Arbeit der städtischen Wirtschaftsunternehmen befehle ich den Direktoren ….“
„1. bis zum 20. Mai 1945 die Werke Trattendorf und Zschornewitz mit einer Leistung von 200 000 kV in Betrieb zu setzen und dafür zu sorgen, das alle Arbeiter, Angestellten und das gesamte ingenieurmässige Personal ihre Arbeit wieder aufnehmen.“
In den ersten Wochen nach Kriegsende fungierten die elektrischen Anlagen des Kraftwerkes daher lediglich als Umspannstation. Noch im Sommer 1945 wurde auf Befehl Nummer 124 der sowjetischen Militäradministration (SMAD) das Großkraftwerk Trattendorf beschlagnahmt und als Reparationsleistung vorgesehen. Sämtliche Kraftwerksanlagen wurden durch deutsche Fachkräfte unter sowjetischer Kontrolle bis ins Frühjahr 1946 hinein ausgebaut und in Kisten für den Abtransport verpackt. Entgegen der späteren Behauptung, dass große Teile dieser Kraftwerksanlagen im Raum Leningrad entladen und nicht weiter genutzt und verschrottet wurden, meldete sich im Jahr 2008 ein Zeitzeuge. Dieser bestätigte, im Herbst 1946 auf dem Güterbahnhof im litauischen Kaunas Güterwaggons mit der Aufschrift Trattendorf gesehen zu haben. Als Kriegsgefangener habe er dann selbst diese Waggons mit entladen und beim Aufbau des ehemaligen Großkraftwerkes Trattendorf in Kaunas geholfen. Nach seinen Aussagen nahm bereits im Juli 1947 die erste errichtete Baustufe ihren Betrieb wieder auf.
1942/43 wurde mit Hilfe von Kriegsgefangenen damit begonnen, ein zweites Teilwerk östlich der Spree zu errichten. Dieses war eines von acht geplanten Großkraftwerken gleichen Typs (auch Einheitskraftwerk genannt), mit je 300 MW Leistung die aus 4 Blöcken a 75 MW erbracht werden sollten. Grundlage für den Bau war das von den Nationalsozialisten verabschiedete Wärmekraft-Sofortprogramm, welches auch nach dem damaligen Vorsitzenden der Wirtschaftsgruppe Elektrizitätsversorgung Zschintzsch Programm genannt wurde.

### Technische Daten Großkraftwerk Trattendorf
Gesamtwirkungsgrad: 16,2 %
Maschinenanlagen
- Anzahl: 10 Maschinen
- Leistung:
  - 2 × 5 Megawatt
  - 1 × 9,5 Megawatt
  - 3 × 15 Megawatt
  - 1 × 18 Megawatt
  - 2 × 30 Megawatt
  - 1 × 37,5 Megawatt
- Frischdampfdruck: 13 bis 15,5 atü
- Hersteller: AEG, BBC, Siemens-Schuckert, Thyssen

Kesselanlagen
- Kesselhaus A
  - Anzahl: 12 Kessel
  - Leistung:
    - 2 × 14,4 bis 17,3 t/h
    - 10 × 15 bis 18 t/h

  - Frischdampfdruck: 15–15,5 atü
  - Hersteller: Borsig, Hanomag, Steinmüller
  - Inbetriebnahmen: März 1917 bis Februar 1922
- Kesselhaus B
  - Anzahl: 14 Kessel
  - Leistung:
    - 6 × 14 bis 16,4 t/h
    - 8 × 14,4 bis 17,3 t/h

  - Frischdampfdruck: 15,5 atü
  - Hersteller: Hanomag, Möller, Steinmüller
  - Inbetriebnahmen: Juni 1922 bis August 1923
- Kesselhaus C
  - Anzahl: 12 Kessel
  - Leistung:
    - 5 × 45 t/h
    - 1 × 70 t/h
    - 3 × 75 t/h
    - 3 × 110 t/h
- Frischdampfdruck: 16 bis 17,5 atü
- Hersteller: Borsig, Hanomag, Rota Elektrik GmbH Berlin
- Inbetriebnahmen: August 1928 bis November 1937

### Netzanbindung
- 1921 Einbeziehung des Kraftwerk Trattendorf in den Ausbau eines 110-kV-Strahlennetzes (110-kV-Doppelleitungen) zur Versorgung mittel- und ostdeutsche Großstädte und Industriezentren.

- Am 21. November 1921 wurde das Kraftwerk Trattendorf über eine zusätzliche 110-kV-Fernstromleitung als zweites Kraftwerk nach dem Kraftwerk Zschornewitz  an die 110-kV-Hauptschaltstation Berlin-Friedrichsfelde (Zentrale Steuerstelle der Ewag für Ihr mitteldeutsches 110-kV-Netz der Kraftwerke Trattendorf, Zschornewitz und Lauta) angeschlossen.

- Im Jahr 1926 erfolgte die Inbetriebnahme einer 110-kV-Leitung vom Kraftwerk Trattendorf nach Niederschlesien über Hansdorf  nach Bunzlau. 1928 Verlängerung dieser Leitung nach Tschechnitz und von dort zusammen mit der Ostkraftwerke AG weiter bis nach Cosel in Oberschlesien.

- 1928 Inbetriebnahme einer vierten 110-kV-Fernstromleitung, die vom Kraftwerk Trattendorf nach Berlin/Spandau führte. Damit kamen sowohl aus dem Kraftwerk Trattendorf als auch aus dem Kraftwerk Zschornewitz je eine Leitung im Westen von Berlin in Spandau als auch im Osten von Berlin in Friedrichsfelde an.

- 1929 erfolgte die Inbetriebnahme einer 110-kV-Leitung zwischen den Kraftwerken Zschornewitz und Lauta, wodurch der 110-kV-Leitungsring zwischen den drei Ewag Großkraftwerken Zschornewitz, Lauta, Trattendorf und ihrer 110-kV-Hauptschaltstation in Berlin/Friedrichsfelde geschlossen wurde.

- 1930 wurde das Kraftwerk Trattendorf mit der Inbetriebnahme der 110-kV-Nordleitung zwischen dem Kraftwerk Hirschfelde und dem Pumpspeicherwerk Niederwartha, welches 1930 mit 120 MW in  Betrieb gegangen war, in den damaligen großen 110-kV-Ring der Ewag und der Aktiengesellschaft Sächsische Werke (ASW) zwischen Hirschfelde über Dresden/Süd, Chemnitz/Süd, Zwickau, Leipzig, Zschornewitz, Berlin, Trattendorf, Lauta, Dresden eingebunden.

- 1946 Demontage der kompletten 110-kV-Doppelleitung vom Kraftwerk Trattendorf nach Berlin/Friedrichsfelde beziehungsweise Berlin/Spandau sowie teilweise die Verbindung von Lauta nach Zschornewitz als Bestandteil der Reparationsleistung in der Sowjetischen Besatzungszone.[6]

## JugendkraftwerkArtur BeckerTrattendorf (1954–1996)
1952 wurde der Beschluss gefasst, die Energieversorgung der DDR planmäßig aufzubauen. Dieser beinhaltete auch die Neu- bzw. Wiedererrichtung des Kraftwerks in Trattendorf. Für den Bau des Kraftwerk Trattendorf wurde dafür am 28. April 1954 ein Patenschaftsvertrag zwischen dem Ministerium für Schwerindustrie und der FDJ abgeschlossen, der den Bau des Kraftwerk Trattendorf zum „Bau der Jugend“ erklärte. Im Zuge der Festlichkeiten zur Eröffnung des Kraftwerkes am 29. April 1959 wurden die am Bau beteiligten Jugendbrigaden der FDJ mit der Trattendorf-Medaille geehrt.

### Werk III
Die Grundsteinlegung für das Kraftwerk Trattendorf erfolgte am 1. März 1954 für die Errichtung des Werkes III.
Die Bezeichnung Werk III resultiert daraus, dass die verbliebene Bauhülle des während des Zweiten Weltkrieges begonnenen Hochdruckkraftwerkes auf der Ostseite der Spree die Bezeichnung Werk I hatte und der für später daran geplante Anbau die Bezeichnung Werk II tragen sollte. In den folgenden Jahren sollte es aber offiziell nur die Bezeichnungen Werk I für das Halbwerk auf der Ostseite der Spree und Werk III für das Halbwerk auf der Westseite der Spree geben.
Mit Beginn des Neuaufbaus lagen der Abbruch des alten Großkraftwerkes und Aufbau des neuen Kraftwerks Trattendorf dicht beieinander.
Das Werk III wurde als Mitteldruck-Sammelschienenkraftwerk mit sieben Dampferzeugern (125 t/h) und sechs 25-Megawatt-Kondensationsturbinen geplant und gebaut. Das Anstoßen der ersten Turbine erfolgte mittels Fremddampf einer Lokomotive zu Ehren Stalins an dessen Geburtstag, dem 21. Dezember 1954, um 11.27 Uhr. Die erste Netzschaltung fand am 7. April 1955 um 22.04 Uhr statt. Die Turbine 2 ging am 28. Juni 1955 und die Turbine 3 am 13. Oktober 1955 in Betrieb. Der erste von zwei errichteten Ziegelschornsteinen mit einer Höhe von 110 m wurde am 25. Mai 1955 fertiggestellt. Der Aufbau des Werkes III wurde am 19. Dezember 1957 mit der Inbetriebnahme des Kessels 7 abgeschlossen. Die letzte Turbine, Turbine 6, war am 8. Oktober 1956 (nach anderen Angaben am 20. November 1956) ans Netz gegangen.
Die Versorgung mit Rohbraunkohle erfolgte wie bereits beim vorherigen Großkraftwerk mittels Grubenbahn. Die Kohle wurde jedoch nicht mehr auf Halde, sondern in Kohlebunkern bevorratet. Für die Ascheentsorgung wurde das bewährte Prinzip der Spülleitung, wie schon beim Altkraftwerk, genutzt. Bei der Stilllegung des Kraftwerkes 1996 hatte die Aschehalde dann die beachtliche Größe von 80 Hektar. Der deutlich höhere Bedarf an Brauchwasser konnte nur über die Errichtung eines neuen Wasserwerkes abgesichert werden. Ebenfalls neu errichtet wurden drei Kühltürme, die durch Gefluder miteinander verbunden waren. In der Anfangsphase des Betriebes des Werkes III wurden jedoch auch die noch vorhandenen Kühltürme 1 und 3 des Altkraftwerkes weiter genutzt. Diese waren bei der bauseitigen Projektierung des Werkes III mit eingebunden worden. Kühlturm 4, der erste von drei neu zu errichtenden Kühltürmen, wurde 1961, Kühlturm 5 im Jahr 1962 und Kühlturm 6 im Jahr 1967 in Betrieb genommen. Mit der vollen Verfügbarkeit dieser Kühltürme wurden die beiden bisher genutzten Kühltürme des alten Großkraftwerkes außer Betrieb genommen, jedoch nicht zurückgebaut.
Mit der politischen Wende in der DDR begann auch in Trattendorf der schmerzliche Einschnitt sowohl in den Personal-, als auch Anlagenbestand. Die zuerst aufkommende Hoffnung, mit den nun zur Verfügung stehenden Mitteln den Kraftwerksbetrieb zu erneuern und den neuen Gegebenheiten anzupassen, musste bald aufgegeben werden. Die vorhandenen Kessel und Maschinen waren zu ineffektiv, unwirtschaftlich und letztendlich zu kosten- und personalintensiv.
Versuche eines Weiterbetriebes durch den Einbau von zwei neuen Elektrofiltern in den Jahren 1989/1990, womit die Einhaltung schärferer Umweltbestimmungen ermöglicht werden sollte, scheiterten.
1994 wurden die Kessel 6 und 7 sowie die Maschinen 5 und 6 außer Betrieb genommen und in den folgenden Wochen komplett zurückgebaut. 1995 wurden dann die Kessel 1 und 5 außer Betrieb genommen und ebenfalls rückgebaut.
Bei der endgültigen Stillsetzung des Kraftwerk Trattendorf liefen wieder nur im Werk III die Kessel und Maschinen, dieses Mal allerdings die letzten. Dies waren die Maschine 1 und der Kessel 2. Am 30. März 1996 um 10.06 Uhr wurde die Maschine 1 und um 11.12 Uhr der Kessel 2 außer Betrieb genommen.

#### Technische Daten Werk III
Gesamtwirkungsgrad: 22,5 %
Maschinenanlagen
- Hersteller: Bergmann Borsig Berlin
- Turbinenart: 6 Kondensationsturbinen
- Elektrische Leistung: 6 × 25 Megawatt
- Frischdampfdruck: 38 bar
- Frischdampftemperatur: 360 °C
- Inbetriebnahmezeitraum: Dezember 1954 bis Dezember 1956

Kesselanlagen
- Hersteller: VEB Dampfkesselbau Meerane
- Brennstoff: Rohbraunkohle
- Anzahl: 7 Naturumlaufkessel mit je 3 Schlägerkopfmühlen
- Leistung: 7 × 125 t/h
- Genehmigungsdruck: 42,5 bar
- Trommeldruck: 40 bar
- Inbetriebnahmezeitraum: April 1955 bis April 1958

### Werk I
Im Frühjahr 1956 wurde durch die frei werdenden Fachkräfte der Baubrigaden des Werkes III mit dem Aufbau des Werkes II, dem späteren eigentlichen zweiten Halbwerk des Werkes I auf der östlichen Seite der Spree, begonnen. Als besondere Herausforderung galt es, das vorhandene Stahlbetonbauwerk des Einheitskraftwerkes und die schon bestehenden zwei Schornsteine in das Gesamtkonzept einzubinden. Das neu errichtete 2. Halbwerk wurde baulich mit dem 1. Halbwerk verbunden. Die Schwierigkeit bestand darin, die neue Kessel- und Maschinentechnik in die vorhandene Bauhülle einzupassen, was aber – wenn auch mit vielen Schwierigkeiten, seltsamen Leitungsführungen und auch so manchem Kompromiss – gelöst werden konnte.
Der Probelauf der ersten Maschine erfolgte am 1. Oktober 1956. Der Endausbau war am 8. März 1960 mit der Inbetriebnahme des Dampfkessels 8 abgeschlossen. Gleichzeitig wurde an diesem Tag erstmals die projektierte Gesamtleistung des Kraftwerk Trattendorf von 450 MW erreicht.
In den Jahren 1972/73 wurden die Dampfkessel 5–8 auf Zweistofffeuerung mit Braunkohle und Erdgas umgerüstet. 1976 und 1977 wurden die Kessel 1 und 2 des Werkes I wegen Trommelschäden stillgelegt. Da es sich um Kessel der Firma Steinmüller handelte, war eine Reparatur aufgrund der herrschenden Devisenknappheit nicht möglich. 1995 erfolgte dann, den politischen Gegebenheiten geschuldet, die weitere schrittweise Stillsetzung des Werkes I. Als erstes wurden die Kessel 3 und 4 außer Betrieb genommen und rückgebaut.

#### Technische Daten Werk I
Gesamtwirkungsgrad: 26,6 %
Maschinenanlagen

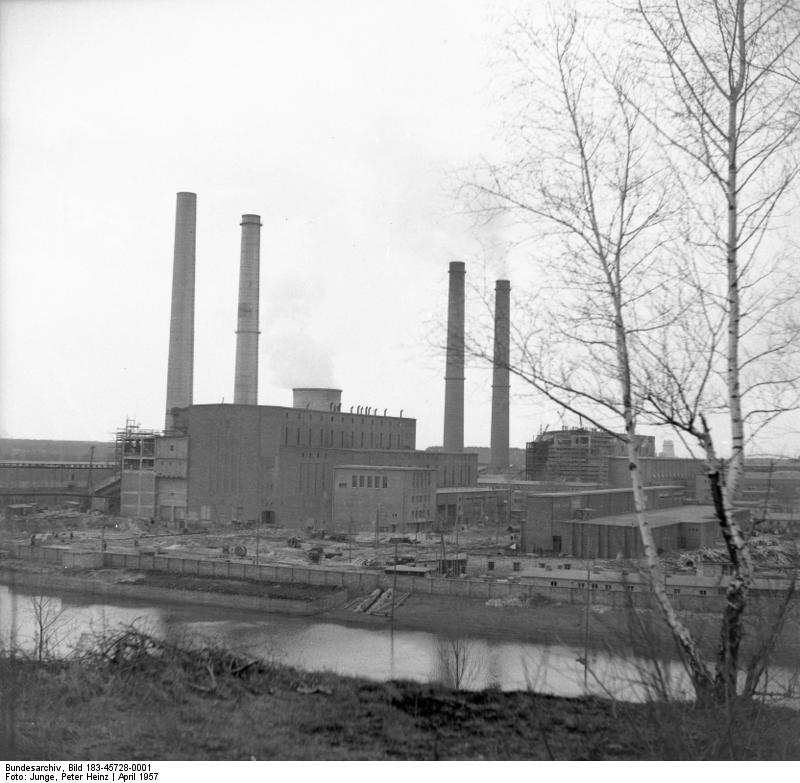
Werk I (im Vordergrund) und Werk III im April 1957

- Hersteller: Bergmann Borsig Berlin
- Turbinenart: 8 Kondensationsturbinen
- Elektrische Leistung:
  - 4 × 25 Megawatt Vorschaltturbine
  - 4 × 50 Megawatt Nachschaltturbine
- Frischdampfdruck: 18,5 bar bis 111 bar
- Frischdampftemperatur: 410 °C
- Inbetriebnahmezeitraum: Mai 1957 bis Januar 1960

Kesselanlagen
- Hersteller: Vereinigte Kesselwerke Düsseldorf Steinmüller Kessel 1 und 2, Dampfkesselbau Meerane Kessel 3–8
- Brennstoff: Rohbraunkohle, Erdgas
- Anzahl: 8 Naturumlaufkessel
- Leistung: 8 × 160 t/h
- Frischdampfdruck: 132 bar bis 136 bar
- Inbetriebnahmezeitraum: Juli 1958 bis März 1960

### Netzanbindung
- 1957 Inbetriebnahme einer 220-kV-Leitung zwischen dem Kraftwerk Trattendorf (Inbetriebnahme Umspannwerk Graustein) nach Ost-Berlin (Umspannwerk Neuenhagen)

## Betreiber
Betreiber war zunächst der VEB Energieversorgung Cottbus. 1963 wird das Kraftwerk selbständig als „VEB Kraftwerke Artur Becker Trattendorf“; ab 1980 jedoch infolge des Beschlusses zur Bildung von Kombinaten dem Gaskombinates Schwarze Pumpe zugeordnet. Hieraus wurde 1990 die Energiewerke Schwarze Pumpe AG (ESPAG) und 1993 die Lausitzer Braunkohle AG (Laubag).
Nach der Stilllegung des Kraftwerkes übernahm die LMBV die Restverwaltung.

## Allgemeines

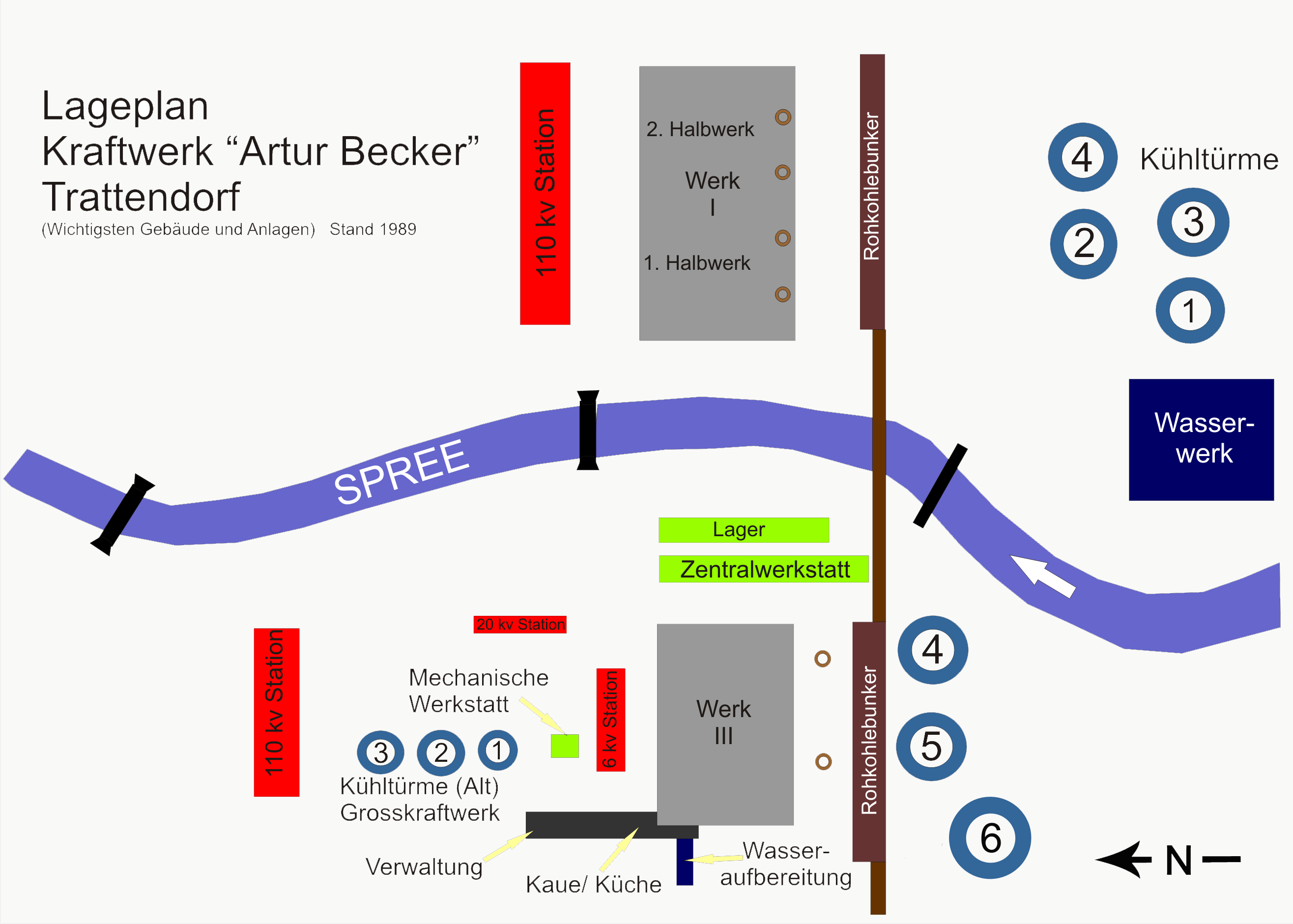
Lageplan KW Trattendorf 1989

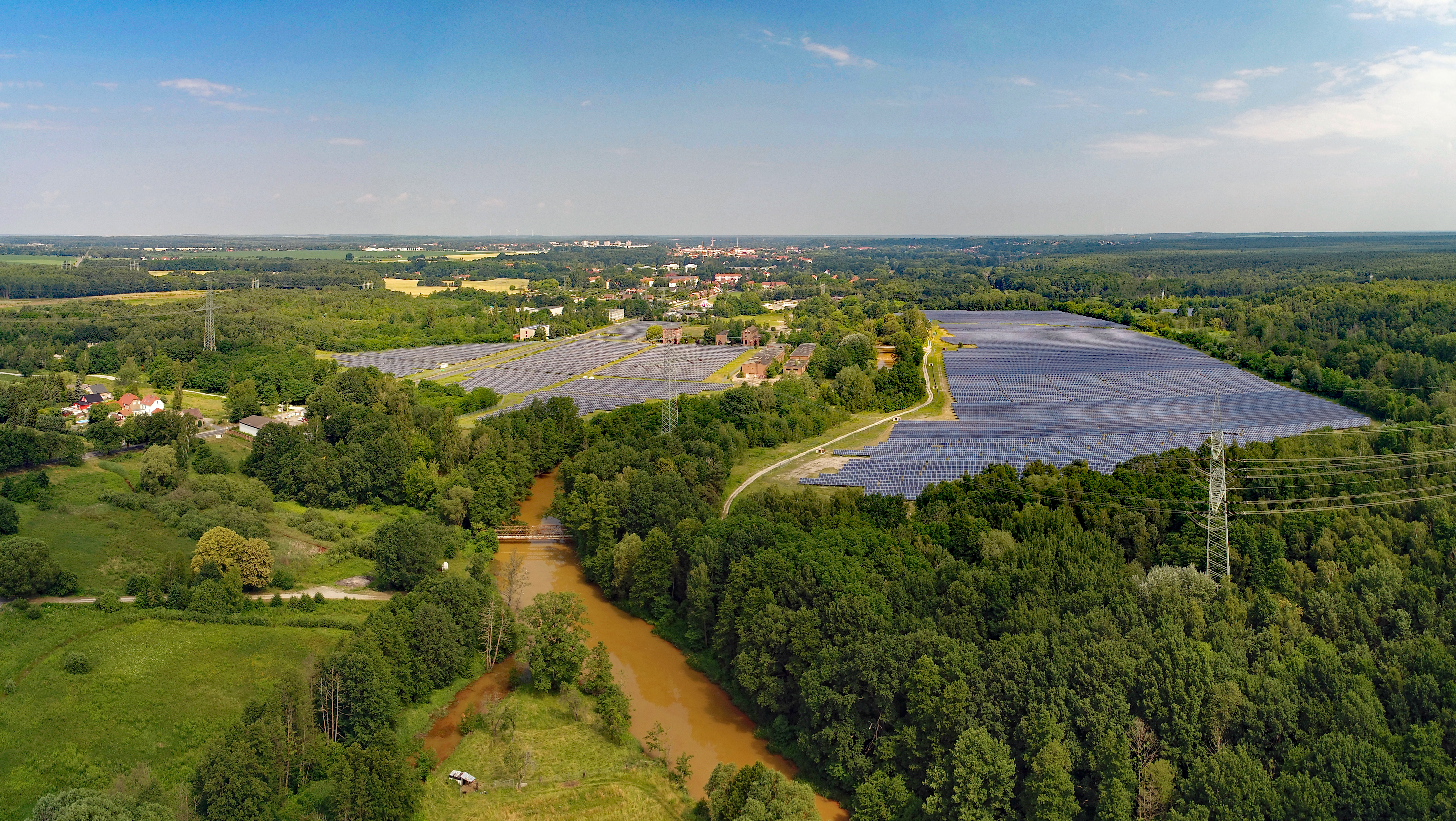
Photovoltaikanlagen auf dem ehemaligen Kraftwerksgelände (Luftbild 2018, Blick Richtung Norden)

- Für den Bau des Kraftwerkes Trattendorf mussten 93.000 Kubikmeter Erdreich ausgehoben sowie 32.000 Kubikmeter Betontrümmer und 124.000 Kubikmeter Ziegel des Altwerkes abgetragen werden. Für den Neubau wurden dann etwa 16 Millionen Ziegel, 170.000 Kubikmeter Beton und 44.000 Tonnen Zement verbaut.
- 3. September 1954, Kühlturmbrand im Werk III. Der vom Großkraftwerk erhalten gebliebene Kühlturm Nummer 2 brennt vollständig aus. Sämtliche Holzeinbauten werden vernichtet. Der Kühlturm selbst bleibt erhalten.
- 13. Oktober 1954, die erste Ausgabe der Betriebszeitung Unser Kraftwerk erscheint.
- In Anerkennung der Leistungen wurde dem Betrieb Kraftwerk Trattendorf nach der erfolgten 1. Netzschaltung die Medaille „Für hervorragende Leistungen im Fünfjahresplan“ verliehen.
- 1957 wurde in unmittelbarer Nähe zum Kraftwerk Trattendorf mit der Errichtung des neuen Stadtteiles Spremberg-Süd begonnen. Es entstanden Kinderkrippen, 3 Kindergärten, 2 Schulen und die erste Kaufhalle der Stadt. Alle Wohnungen waren dabei mit Fernheizung, die aus dem Kraftwerk versorgt wurde, ausgestattet.
- Am 1. September 1958 wird im Kraftwerk Trattendorf mit der polytechnischen Ausbildung von Schülern begonnen. Die ersten 28 Schüler kommen aus der „Rosa Luxemburg Oberschule“ Spremberg.
- Am 29. April 1959 wurde dem Kraftwerk Trattendorf der Ehrenname „Jugendkraftwerk Trattendorf Artur Becker“ verliehen, der dann zugleich als offizieller Name für das Kraftwerk galt.
- 1960 wurde in Kraftwerksnähe eine 1,2 Hektar große Gewächshausanlage, das sogenannte Gemüsekombinat, errichtet, die mit der Abwärme des Kraftwerksbetriebes beheizt wurde.
- 1961 wird ein Erz-Kohle-Frachter der Seereederei Rostock auf den Namen Trattendorf getauft. Aus Anlass dieser Taufe entwickelt sich eine über Jahre anhaltende Patenschaftsbeziehung zwischen der Besatzung des Schiffes und der Belegschaft des Kraftwerkes. Ein entsprechender Patenschaftsvertrag wird dazu im Jahr 1967 abgeschlossen.
- 1963 wird das Jugendkraftwerk Trattendorf Artur Becker zum VEB Kraftwerke Artur Becker Trattendorf. Zum Kraftwerk Trattendorf gehören nun die Betriebsberufsschulen Finkenheerd und Lauta, die Kraftwerke Lauta, Plessa und Finkenheerd sowie die Zentrale Reparaturabteilung in Lauta.
- 1963 Eröffnung des Betriebsmuseum „Kraftwerk Trattendorf“
- 1964 wird eine ehemalige Lehrwerkstatt in Verantwortung des Kraftwerkes zum Kulturhaus Artur Becker umgebaut und genutzt.
- 1969 erreichte das Kraftwerk Trattendorf seine höchste Jahresstromerzeugung mit 3294,2 GWh erzeugter Elektroenergie.
- Ab 1978 belieferte das Werk I des Kraftwerks Trattendorf das Sprela-Werk-Spremberg mit Fernwärme. Über die errichtete Umformstation war es im geringen Umfang auch möglich, die Stadt Spremberg mit Wärme zu versorgen.
- 9. Februar 1979 Abschluss eines Patenschaftsvertrag mit einer Einheit des Panzerregiments 14 „Karol Świerczewski“ aus Spremberg.
- 1983 wird im Kraftwerk eine geschützte Werkstatt zur Beschäftigung behinderter Menschen eingerichtet.
- Am 27. April 1984 bekommt das Kraftwerk Trattendorf das Artur Becker Ehrenbanner durch den 1. Sekretär des Zentralrates der FDJ Eberhard Aurich überreicht.
- Das Kraftwerk Trattendorf verfügt zum Ende des Jahres 1987 über 288 Werkswohnungen.
- 1989 beträgt der Personalbestand des Kraftwerkes 2100 Beschäftigte.
- Im Juni 1991 beträgt der Personalbestand noch 1046 Arbeitnehmer, der sich bis zum Jahresende durch Altersübergang und Kündigung auf 964 Arbeitnehmer verringern sollte.[8]
- Am 30. März 1996 wird mit der Außerbetriebnahme der Turbine 1 und des Kessels 2 des Werkes III das Kraftwerk Trattendorf stillgelegt.
- Mit der deutschen Wiedervereinigung befand sich das Kraftwerk Trattendorf in Teilen (Werk I) in Sachsen und in Brandenburg (Werk III und Verwaltungsgebäude).
- Pläne der LMBV die Brachfläche zur Errichtung einer Photovoltaikanlage zu nutzen,[9] wurden im Jahr 2010 umgesetzt.
- Am 14. Oktober 2015 kam es in dem nicht nachgenutzten Gebäude der ehemaligen Motorenwerkstatt zu einem Feuer, bei dem das Gebäude erheblich beschädigt wurde.

### Nachnutzung
Nach der Stilllegung wurde sofort damit begonnen, vorhandene Kraftwerksanlagen zurückzubauen. Sämtliche baulichen Anlagen am Ostufer der Spree (Werk I) sind verschwunden. Heute (Januar 2013) sind nur noch die Gebäude der Hauptwerkstatt, der ehemaligen Motorenwerkstatt und der ehemaligen mechanischen Werkstatt auf Brandenburger Gebiet (Werk III) erhalten, wobei zurzeit aber nur die mechanische Werkstatt genutzt wird.
Anfängliche Konzepte der Stadt Spremberg, auf dem Gelände Wohneigentum und Gewerbe anzusiedeln, wurden verworfen. Im Jahr 2010 wurde vielmehr damit begonnen, die frei gewordenen Flächen als Solarpark zu nutzen. Es entstand auf einer Fläche von ca. 18 Hektar der Solarpark Zerre, welcher damit den Namen der unmittelbar angrenzenden sächsischen Ortschaft Zerre der Gemeinde Spreetal trägt. Der weitaus größte Teil des Solarparks befindet sich östlich der Spree und damit auf sächsischem Gebiet.
Es entstanden in acht Monaten Bauzeit sieben separate Teilparks, die zusammen eine maximal mögliche Leistung von 8 MWp haben. Es wurden dabei 40.000 Solarmodule auf Holzständerkonstruktion verbaut. Die Planung und der Bau der Anlage lagen dabei in der Verantwortung der German Solar AG aus Unterschleißheim.